# Harrison H. Wheeler

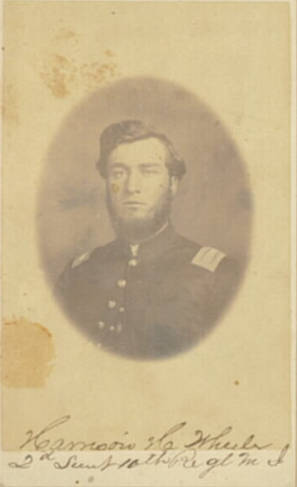
Harrison H. Wheeler

Harrison H. Wheeler (* 22. März 1839 im Lapeer County, Michigan; † 28. Juli 1896 ebenda) war ein US-amerikanischer Politiker. Zwischen 1891 und 1893 vertrat er den Bundesstaat Michigan im US-Repräsentantenhaus.

## Werdegang
Harrison Wheeler besuchte die öffentlichen Schulen seiner Heimat und war danach bis 1861 selbst als Lehrer tätig. Während des Bürgerkrieges diente er zwischen 1861 und 1865 im Heer der Union, in dem er es bis zum Hauptmann brachte. Nach dem Krieg ließ er sich in Bay City nieder, wo er 1866 Verwaltungsangestellter im Bay County wurde. Nach einem anschließenden Jurastudium und seiner im Jahr 1868 erfolgten Zulassung als Rechtsanwalt begann er in Bay City in seinem neuen Beruf zu arbeiten.
Politisch war Wheeler Mitglied der Demokratischen Partei. In den Jahren 1870 und 1872 saß er im Senat von Michigan. 1873 zog er nach Ludington im Mason County, wo er zwischen 1874 und 1878 Bezirksrichter war. Von 1878 bis 1882 war er Posthalter in seiner neuen Heimatstadt. Danach arbeitete er wieder als Rechtsanwalt. Bei den Kongresswahlen des Jahres 1890 wurde Wheeler im neunten Wahlbezirk von Michigan in das US-Repräsentantenhaus in Washington, D.C. gewählt, wo er am 4. März 1891 die Nachfolge des Republikaners Byron M. Cutcheon antrat. Da er bei den folgenden Wahlen John W. Moon unterlag, konnte er bis zum 3. März 1893 nur eine Legislaturperiode im Kongress absolvieren.
Seit 1894 bis zu seinem Tod arbeitete Wheeler für die Bundesrentenbehörde in Detroit. Er starb am 28. Juli 1896 in Farmers Creek im Lapeer County.